# Paye Rambung
Paye Rambung is een bestuurslaag in het regentschap Aceh Tenggara van de provincie Atjeh, Indonesië. Paye Rambung telt 132 inwoners (volkstelling 2010).